# Ariarathe X
Pour les articles homonymes, voir Ariarathe.
Ariarathe X Eusebes Philadelphos (en grec Ἀριαράθης Εὐσεϐής Φιλάδελφος, Ariaráthēs Eusebḗs Philádelphos, « pieux et ami de son frère ») est un roi de Cappadoce ayant régné de 42 à 36 av. J.-C.

## Biographie
Fils cadet d'Ariobarzane II de Cappadoce, il devient roi après l’exécution de son frère Ariobarzane III Philoromaios. Il règne six ans comme vassal de Rome jusqu’à ce que Marc Antoine lui oppose dans un premier temps comme compétiteur Sisinnès ou Sisinna, fils aîné d'Archélaos II de Comana, puis ne le fasse également exécuter pour le remplacer comme roi par son « client » Archélaos, le second fils du grand-prêtre de Bellone du sanctuaire de Comana.